# باران (مجموعه تلویزیونی)
باران (به انگلیسی: The Rain) مجموعه تلویزیونی دانمارکی است که برای پخش در سرویس استریمینگ نتفلیکس ساخته شده. این سریال را یانیک تای موسشولت، اسبن تافت جاکوبسون و کریستین پوتالیوو خلق کرده‌اند.
سریال باران داستانی آخر الزمانی دارد داستان آن دربارهٔ بارش یک سری از ابرها ناقل ویروس بسیار کشنده ای است که نصف جمعیت کشورهای حوزه اسکاندیناوی را از بین می‌برد.
دو نوجوان، پنج سال پس از این حادثه برای اولین بار از پناهگاهشان که یک انبار است پا به دنیای بیرون می‌گذارند و در مسیری برای یافتن پدرشان حرکت می‌کنند. این دو بچه پس از یافتن گروهی کوچک از نجات یافتگان می‌فهمند با وجود اینکه تمام خیابان‌ها، مدرسه‌ها و سوپرمارکت‌ها متروکه شده‌اند اما خطر پس از بیرون رانده شدن ویروس مهلک رفع نشده‌است. هنوز اسلحه‌ها، دار و دسته‌ها و قتلگاه‌هایی وجود دارند که تهدیدی برای جان انسان‌ها هستند.
این سریال در تاریخ ۴ می از نتفلیکس پخش خواهد شد.